# NGC 2957
NGC 2957 je galaksija u zviježđu Zmaju.

## Vanjske poveznice
- SEDS: NGC 2957